# ألعاب القوى في الألعاب الأولمبية الصيفية 2020 – سباق 400 متر حواجز للسيدات
أُقيمت منافسات 400 متر حواجز للسيدات في الألعاب الأولمبية الصيفية 2020 خلال الفترة من 31 يوليو إلى 4 أغسطس 2021 في ملعب اليابان الوطني. شارك في الحدث 39 رياضيًا من 25 دولة.
في التجارب الأولمبية الأميركية في يونيو 2021، أصبحت سيدني ماكلاكلين أول امرأة تجري الحدث في أقل من 52 ثانية، محطمة الرقم القياسي العالمي لـ دليلة محمد البالغ 52.16 ثانية إلى 51.90. في طوكيو، سجلت كلتا السيدتين داخل الرقم القياسي العالمي، حيث فازت ماكلاكلين بالميدالية الذهبية بزمن قياسي عالمي جديد قدره 51.46، بينما سجلت البطلة الأولمبية لعام 2016 محمد 51.58 للميدالية الفضية. حطمت الهولندية فيمكه بول الرقم القياسي الأوروبي بزمن 52.03 للميدالية البرونزية، لتنتقل إلى المركز الثالث في قائمة الأرقام القياسية العالمية. كما تم تسجيل ثلاثة أرقام قياسية وطنية أخرى (لكولومبيا، بلجيكا وبنما) خلال المنافسة.

## ملخص
عام 2021 كان عامًا ديناميكيًا لسباق 400 متر حواجز للسيدات. بدأت العائدة حاملة الميدالية الذهبية وبطلة العالم السائدة دليلة محمد العام مع الرقم القياسي العالمي من ذلك السباق في بطولة العالم. لكنها دُفعت إلى ذلك الرقم القياسي ورقمها القياسي السابق من قبل زميلتها الأمريكية سيدني مكلافلين. كانت مكلافلين أيضًا في أولمبياد ريو، لكنها صنعت الأخبار لتأهلها للدور نصف النهائي بعد أيام قليلة من عيد ميلادها السابع عشر. في 2019 نضجت مكلافلين لتكون على بعد خطوات قليلة من الرقم القياسي العالمي بينما حصلت على الميدالية الفضية في بطولة العالم. في 2021 في التجارب الأولمبية للولايات المتحدة، عكست تلك الصورة بفوزها برقماً قياسيًا عالميًا جديدًا بزمن 51.90. بعد أسبوع، حسنت حواجز أخرى، تصغر مكلافلين بـ 6 أشهر، فيمكه بول أفضل أرقامها الشخصية إلى 52.37، لتصبح المؤدية رقم 4 في كل العصور، خلف مكلافلين رقم 1 ومحمد رقم 2. تم التوقع لتحقيق رقم قياسي عالمي جديد في هذا الحدث. هؤلاء الرياضيات الثلاث أنفسهن كن الفائزات الثلاث الفرديات في نصف النهائي المؤهل للنهائي.
معرفة أنها كان عليها تحطيم الرقم القياسي العالمي، انطلقت مُحَمَّد بسرعة لتجاوز الحاجز الأول مباشرةً قبل مَكْلُوفْلِن وبول. بحلول الحاجز الثالث، كانت قد تجاوزت اللاعبات اللاتي بجانبها من الخارج. واصلت مُحَمَّد الضغط عند كل حاجز، مع مَكْلُوفْلِن ثلاث ممرات بداخلها تراقبها. محافظةً على الوتيرة، كانت بول تلمس الأرض بعد مَكْلُوفْلِن بخطوة بسيطة. انفصلت الثلاثة عن باقي المتسابقات ولكنهن احتفظن بنفس النمط، مُحَمَّد، مَكْلُوفْلِن، بول عبر جميع الحواجز العشرة. عندما عبرت خط النهاية، كانت مُحَمَّد قد حسّنت الرقم القياسي العالمي القديم بـ 6 أسابيع بحوالي ثلث ثانية، 51.58. وكانت مَكْلُوفْلِن قد هرولت بسرعة أسرع من الحاجز الأخير للفوز، مُحَطِّمَةً رقمًا قياسيًا عالميًا جديدًا بـ 51.46. كانت بول بالكاد خلف الرقم القياسي العالمي السابق بـ 52.03، لتصبح الأداء رقم 3 والأداء رقم 4 على الإطلاق في نفس السباق.

## الخلفية
كان هذا هو الظهور العاشر للحدث، حيث ظهر في كل الأولمبياد منذ 1984.

## التأهل
A لجنة أولمبية وطنية (NOC) يمكنها إدخال ما يصل إلى 3 رياضيين مؤهلين في حدث 400 متر حواجز للسيدات إذا استوفى جميع الرياضيين المستوى المطلوب أو تأهلوا من خلال التصنيف خلال فترة التأهيل. (كان الحد الأقصى 3 متواجداً منذ مؤتمر الألعاب الأولمبية لعام 1930). المعيار التأهيلي هو 55.40 ثانية. تم "تحديد هذا المعيار لغرض وحيد هو تأهيل الرياضيين ذوي الأداء الإستثنائي الذين لا يستطيعون التأهل عبر مسار التصنيف العالمي لـ IAAF." ثم سيتم استخدام التصنيف العالمي، بناءً على متوسط أفضل خمسة نتائج للرياضي خلال فترة التأهيل وبالاستناد إلى أهمية اللقاء، لتأهيل الرياضيين حتى يتم الوصول إلى الحد الأقصى الذي هو 40.
كانت فترة التأهل في الأصل من 1 مايو 2019 إلى 29 يونيو 2020. بسبب جائحة فيروس كورونا، تم تعليق الفترة من 6 أبريل 2020 إلى 30 نوفمبر 2020، مع تمديد تاريخ الانتهاء إلى 29 يونيو 2021. كما تم تغيير تاريخ بدء فترة تصنيف العالم من 1 مايو 2019 إلى 30 يونيو 2020؛ حيث كان الرياضيون الذين حققوا معايير التأهل خلال تلك الفترة لا يزالون مؤهلين، ولكن أولئك الذين يعتمدون على تصنيف العالم لم يتمكنوا من احتساب إنجازاتهم خلال تلك الفترة. يمكن تحقيق معايير التأهل الزمنية في مختلف اللقاءات المعتمدة من قبل الاتحاد الدولي لألعاب القوى خلال الفترة المحددة. تُعتبر كل من اللقاءات الداخلية والخارجية مؤهلة. قد تُحتسب أحدث بطولات المناطق في التصنيف، حتى لو لم تكن ضمن فترة التأهل.
يمكن للجان الأولمبية الوطنية أيضًا استخدام مكانها الدولي—يمكن لكل لجنة أولمبية وطنية إدخال رياضية واحدة بغض النظر عن الوقت إذا لم يكن لديها رياضيات يلبيّن المعايير المؤهلة لحدث ألعاب القوى—في سباق 400 متر حواجز.

## صيغة المسابقة
واصل الحدث استخدام صيغة المراحل الثلاث التي تم تقديمها في 2012.

## الأرقام القياسية
قبل هذه المسابقة، كانت الأرقام القياسية العالمية والمحلية موجودة كما يلي.
| الرقم القياسي العالمي  | سيدني ماكلولين (USA)   | 51.90 | يوجين، الولايات المتحدة | 27 يونيو 2021 |
| الرقم القياسي الأولمبي | ميلايني ووكر (جامايكا) | 52.64 | بكين، الصين             | 20 أغسطس 2008 |
| أفضل رقم في الموسم     | سيدني ماكلولين (USA)   | 51.90 | يوجين، الولايات المتحدة | 27 يونيو 2021 |

| المنطثة                                                     | الوقت بالثواني | العداءة           | البلد            |
| ----------------------------------------------------------- | -------------- | ----------------- | ---------------- |
| إفريقيا (الأرقام القياسية)                                  | 52.90          | نزهة بدوان        | المغرب           |
| آسيا (الأرقام القياسية)                                     | 53.96          | هان كوينغ         | الصين            |
| آسيا (الأرقام القياسية)                                     | 53.96          | سونغ يينغلان      | الصين            |
| أوروبا (الأرقام القياسية)                                   | 52.34          | يوليا بيتشونكينا  | روسيا            |
| أمريكا الشمالية، أمريكا الوسطى والكاريبي (الأرقام القياسية) | 51.90 WR       | سيدني ماكلافلين   | الولايات المتحدة |
| أوقيانوسيا (الأرقام القياسية)                               | 53.17          | ديبي فلينتوف كينغ | أستراليا         |
| أمريكا الجنوبية (الأرقام القياسية)                          | 55.60          | جيانا وودروف      | بنما             |

### أرقام قياسية جديدة
تم تسجيل الأرقام القياسية العالمية والأولمبية الجديدة التالية خلال هذه المنافسة:
| الرقم القياسي العالمي  | سيدني ماكلوغلين (USA) | 51.46 | طوكيو، اليابان | 04 أغسطس 2021 |
| الرقم القياسي الأولمبي | سيدني ماكلوغلين (USA) | 51.46 | طوكيو، اليابان | 04 أغسطس 2021 |

تم تحقيق الأرقام القياسية الوطنية التالية خلال هذه المنافسة:
| البلد            | العداءة         | الجولة      | الوقت | ملاحظات    |
| ---------------- | --------------- | ----------- | ----- | ---------- |
| بلجيكا           | باولين كوكويت   | السباق 2    | 54.90 |            |
| بلجيكا           | باولين كوكويت   | نصف النهائي | 54.47 |            |
| كولومبيا         | ميليسا غونزاليس | السباق 1    | 55.32 |            |
| هولندا           | فيمكه بول       | النهائي     | 52.03 | AR         |
| بنما             | جيانا وودروف    | نصف النهائي | 54.22 | AR         |
| الولايات المتحدة | سيدني مكلافلين  | النهائي     | 51.46 | WR، OR، AR |

## الجدول الزمني
جميع الأوقات هي توقيت اليابان (UTC+9)
الـ400 متر حواجز للسيدات جرت على مدى ثلاثة أيام منفصلة.
| التاريخ                | الوقت | الجولة      |
| ---------------------- | ----- | ----------- |
| السبت، 31 يوليو 2021   | 9:00  | الجولة 1    |
| الإثنين، 2 أغسطس 2021  | 19:00 | نصف النهائي |
| الأربعاء، 4 أغسطس 2021 | 9:00  | النهائي     |

## النتائج

### الجولة 1
Qualification Rules: أول 4 في كل مجموعة (Q) وأسرع 4 التاليين (q) يتأهلون إلى الدور نصف النهائي.

#### السباق 1
| الترتيب | الحارة | العداءة            | البلد            | رد الفعل | الوقت | ملاحظات |
| ------- | ------ | ------------------ | ---------------- | -------- | ----- | ------- |
| 1       | 9      | فيكتوريا تكاتشوك   | أوكرانيا         | 0.256    | 54.80 | Q       |
| 2       | 3      | ميليسا غونزاليس    | كولومبيا         | 0.146    | 55.32 | Q، NR   |
| 3       | 7      | آنا كوكريل         | الولايات المتحدة | 0.213    | 55.37 | Q       |
| 4       | 8      | سيج واتسون         | كندا             | 0.176    | 55.54 | Q       |
| 5       | 6      | ياديسليديس بيدروسو | إيطاليا          | 0.186    | 55.57 | q، SB   |
| 6       | 5      | أمالي لويل         | النرويج          | 0.129    | 55.65 | q       |
| 7       | 2      | أمينات يوسف جمال   | البحرين          | 0.208    | 55.90 | SB      |
| 8       | 4      | هان كلايس          | بلجيكا           | 0.174    | 56.38 | SB      |

#### السباق 2
| الترتيب | الحارة | العداءة         | البلد           | رد الفعل | الوقت | ملاحظات |
| ------- | ------ | --------------- | --------------- | -------- | ----- | ------- |
| 1       | 2      | آنا ريجيكوفا    | أوكرانيا        | 0.191    | 54.56 | Q       |
| 2       | 7      | جانيف راسل      | جامايكا         | 0.159    | 54.81 | Q       |
| 3       | 9      | باولين كوكويت   | بلجيكا          | 0.182    | 54.90 | Q، NR   |
| 4       | 8      | ليندا أوليفييري | إيطاليا         | 0.130    | 55.54 | Q، =PB  |
| 5       | 6      | فيفي ليهيكوينين | فنلندا          | 0.155    | 55.67 |         |
| 6       | 3      | نويل مونتكالم   | كندا            | 0.197    | 55.85 | SB      |
| 7       | 5      | ميغان بيزلي     | بريطانيا العظمى | 0.165    | 55.91 |         |
| 8       | 4      | تشايين دا سيلفا | البرازيل        | 0.165    | 57.55 |         |

#### السباق 3
| الترتيب | الحارة | العداءة            | البلد            | رد الفعل | الوقت | ملاحظات   |
| ------- | ------ | ------------------ | ---------------- | -------- | ----- | --------- |
| 1       | 5      | سيدني ماكلافلين    | الولايات المتحدة | 0.180    | 54.65 | Q         |
| 2       | 7      | جيانا وودروف       | بنما             | 0.268    | 55.49 | Q         |
| 3       | 9      | سارا سلوت بيترسن   | الدنمارك         | 0.161    | 55.52 | Q         |
| 4       | 8      | كواتش ثي لان       | فيتنام           | 0.150    | 55.71 | Q، SB     |
| 5       | 3      | إليونورا مارشياندو | إيطاليا          | 0.166    | 56.82 |           |
| 6       | 4      | ماريا ميكولينكو    | أوكرانيا         | 0.200    | 57.86 | TR 16.5.3 |
| —       | 6      | ليا نوغينت         | جامايكا          | 0.240    | DQ    | TR 17.3.1 |
| _       | 2      | جيسي نايت          | بريطانيا العظمى  | 0.160    | DNF   |           |

#### السباق 4
| الترتيب | الحارة | العداءة       | البلد            | رد الفعل | الوقت | ملاحظات |
| ------- | ------ | ------------- | ---------------- | -------- | ----- | ------- |
| 1       | 8      | فيمكه بول     | هولندا           | 0.194    | 54.43 | Q       |
| 2       | 7      | تيا-أدانا بيل | باربادوس         | 0.166    | 55.69 | Q، SB   |
| 3       | 3      | ويندا نيل     | جنوب إفريقيا     | 0.194    | 56.06 | Q       |
| 4       | 5      | جيسيكا تورنر  | بريطانيا العظمى  | 0.186    | 56.83 | Q       |
| 5       | 6      | سارة كارلي    | أستراليا         | 0.167    | 56.93 | SB      |
| 6       | 9      | ياسمين جايجر  | سويسرا           | 0.165    | 57.03 |         |
| —       | 2      | روندا وايت    | جامايكا          | —        | DQ    | TR 16.8 |
| —       | 4      | سباركل مكنايت | ترينيداد وتوباغو | —        | DNS   | —       |

#### السباق 5
| الترتيب | الحارة | العداءة          | البلد            | رد الفعل | الوقت | ملاحظات |
| ------- | ------ | ---------------- | ---------------- | -------- | ----- | ------- |
| 1       | 3      | دليلة محمد       | الولايات المتحدة |          | 53.97 | Q       |
| 2       | 5      | كارولينا كرافزيك | ألمانيا          | 0.189    | 54.72 | Q، PB   |
| 3       | 9      | ليا سبروونغر     | سويسرا           | 0.186    | 54.74 | Q، SB   |
| 4       | 8      | جوانا لنكيفيتش   | بولندا           | 0.130    | 54.93 | Q، PB   |
| 5       | 6      | زوريان هيشافاريا | كوبا             | 0.181    | 54.99 | q، PB   |
| 6       | 7      | إيما زابلتالوفا  | سلوفاكيا         | 0.166    | 55.00 | q       |
| 7       | 2      | لاين كلوستر      | النرويج          | 0.151    | 56.45 |         |
| 8       | 4      | لبنى بن حجة      | الجزائر          | 0.200    | 57.19 | PB      |

### نصف النهائي
Qualification Rules: أول 2 في كل سباق (Q) و2 من الأسرع بعد ذلك (q) يتأهلون إلى النهائي

#### نصف النهائي 1

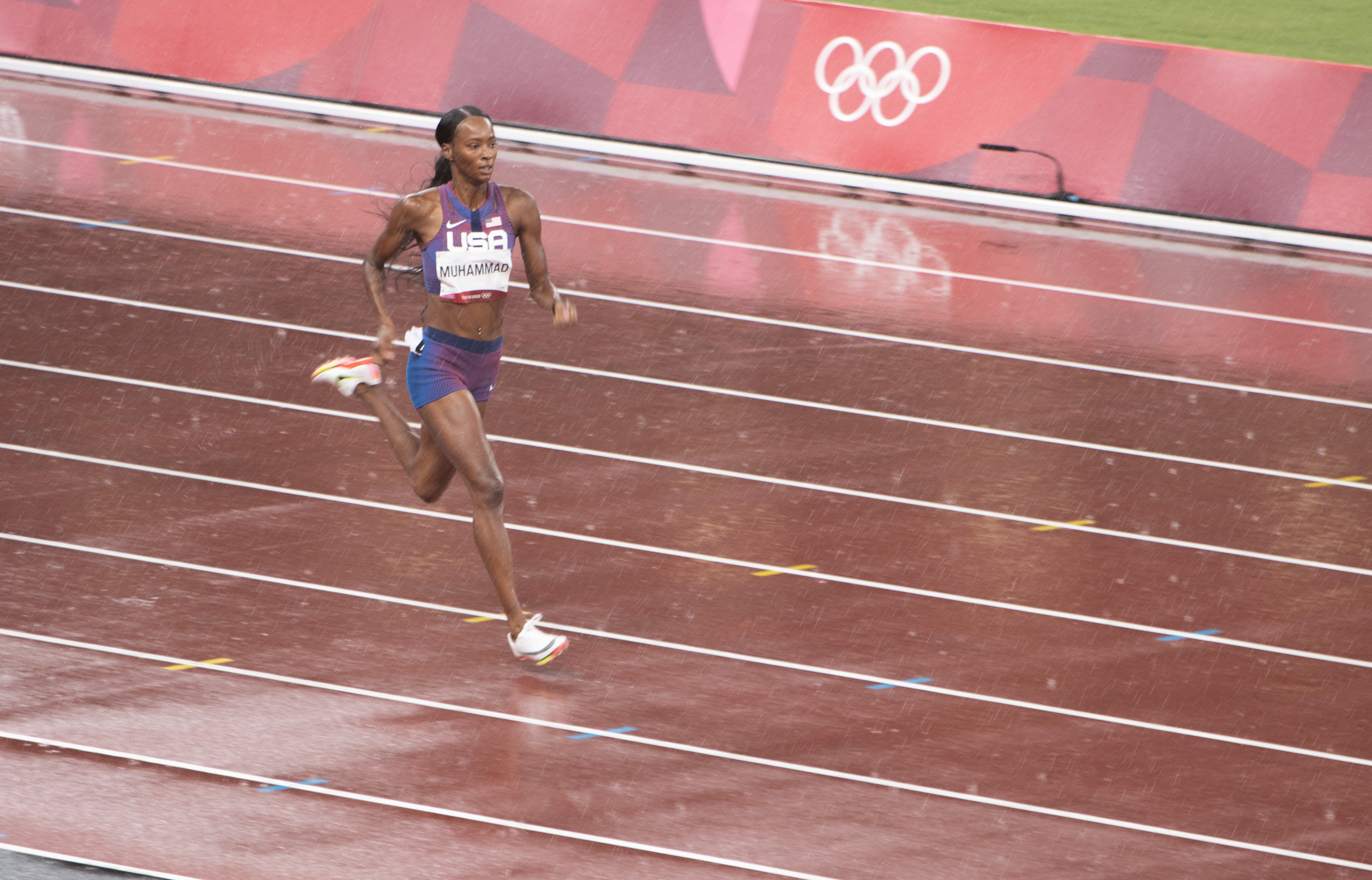
دليلة محمد في نصف نهائي 400 متر حواجز في الألعاب الأولمبية الصيفية 2020

| الترتيب | الحارة | العداءة          | البلد            | رد الفعل | الوقت | ملاحظات |
| ------- | ------ | ---------------- | ---------------- | -------- | ----- | ------- |
| 1       | 7      | دليلة محمد       | الولايات المتحدة | 0.186    | 53.30 | Q       |
| 2       | 6      | جانيف راسل       | جامايكا          | 0.151    | 54.10 | Q       |
| 3       | 5      | باولين كوكويت    | بلجيكا           | 0.164    | 54.47 | NR      |
| 4       | 4      | كارولينا كرافزيك | ألمانيا          | 0.172    | 54.96 |         |
| 5       | 8      | سيج واتسون       | كندا             | 0.163    | 55.51 |         |
| 6       | 3      | كواتش ثي لان     | فيتنام           | 0.188    | 56.78 |         |
| 7       | 9      | ليندا أوليفيري   | إيطاليا          | 0.120    | 57.03 |         |
| 8       | 2      | أمالي لويل       | النرويج          | 0.121    | 57.61 |         |

#### نصف النهائي 2

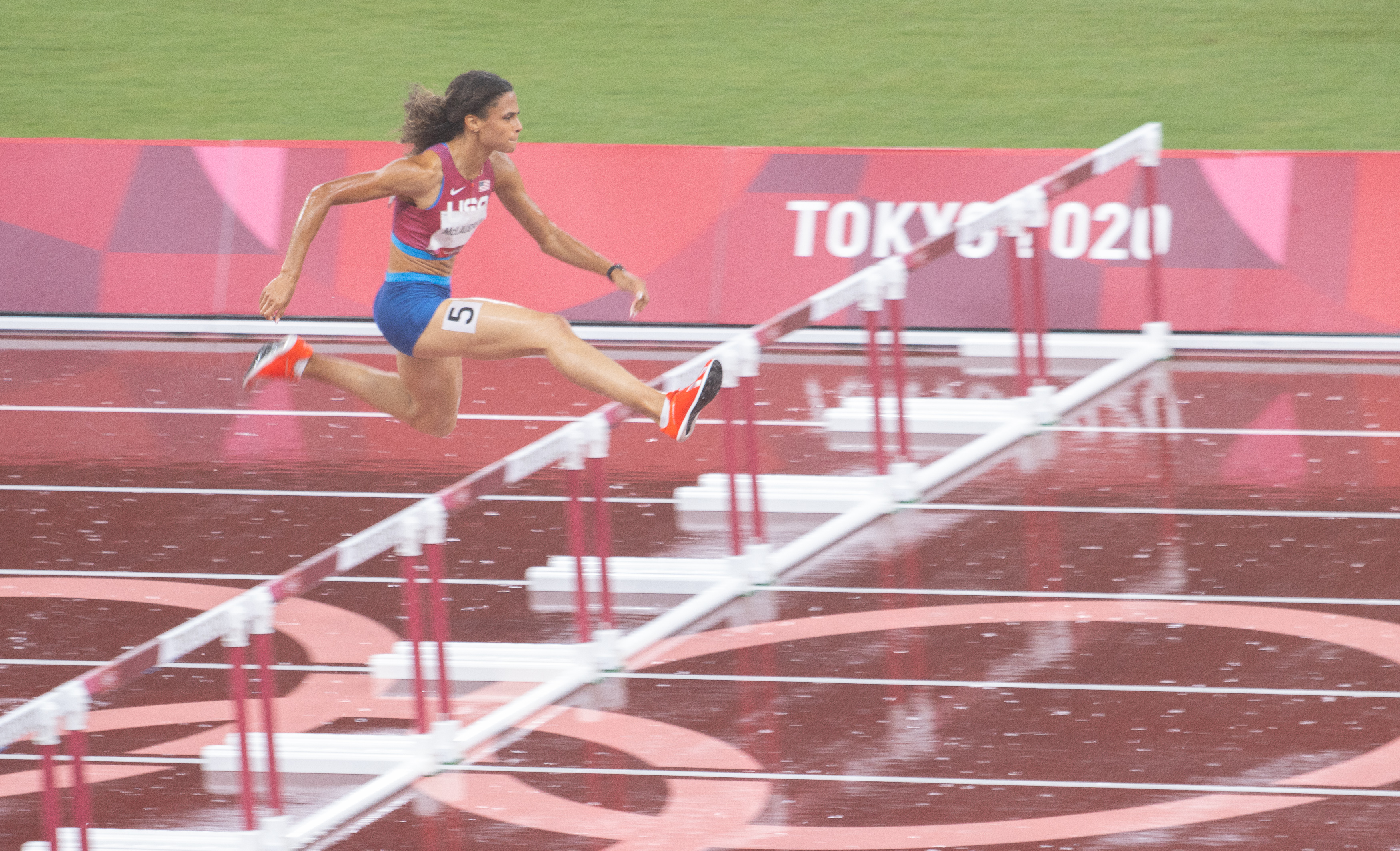
سيدني ماكلافلين في نصف نهائيات 400 متر حواجز في دورة الألعاب الأولمبية 2020

| الترتيب | الحارة | العداءة          | البلد            | رد الفعل | الوقت | ملاحظات |
| ------- | ------ | ---------------- | ---------------- | -------- | ----- | ------- |
| 1       | 5      | سيدني ماكلافلين  | الولايات المتحدة | 0.204    | 53.03 | Q       |
| 2       | 4      | جيانا وودروف     | بنما             | 0.207    | 54.22 | Q، AR   |
| 3       | 6      | آنا ريجيكوفا     | أوكرانيا         | 0.162    | 54.23 | q       |
| 4       | 3      | زوريان هتشافاريا | كوبا             | 0.167    | 55.21 |         |
| 5       | 9      | جوانا لينكيفيتش  | بولندا           | 0.157    | 55.67 |         |
| 6       | 2      | إيما زابليتالوفا | سلوفاكيا         | 0.136    | 55.79 |         |
| 7       | 8      | ويندا نيل        | جنوب إفريقيا     | 0.189    | 56.35 |         |
| 8       | 7      | تيا-أدانا بيل    | باربادوس         | 0.146    | 59.26 |         |

#### نصف النهائي 3

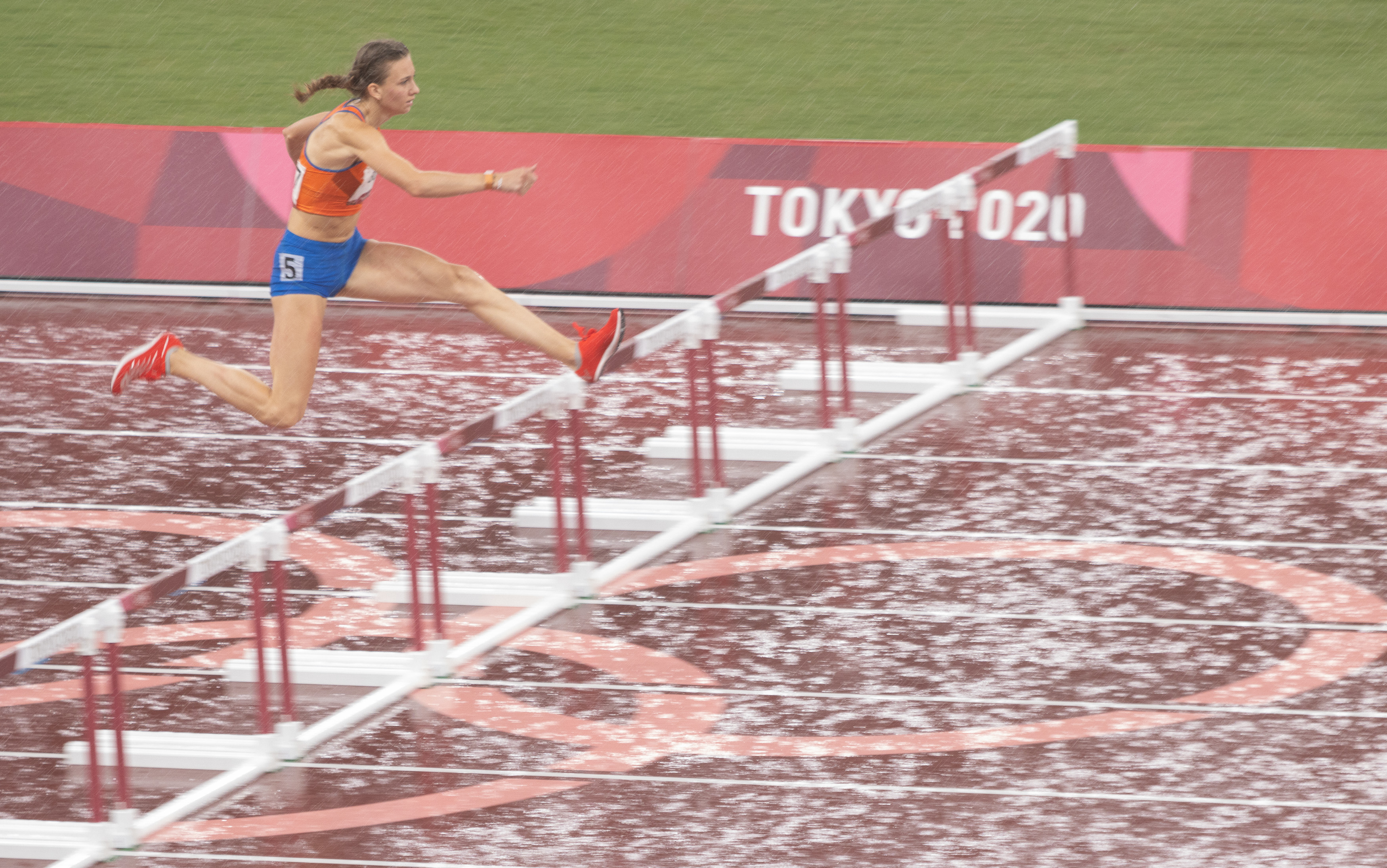
فيمكه بول في نصف نهائي الحواجز 400 متر في الألعاب الأولمبية 2020

| الترتيب | الحارة | العداءة            | البلد            | رد الفعل | الوقت   | ملاحظات |
| ------- | ------ | ------------------ | ---------------- | -------- | ------- | ------- |
| 1       | 5      | فيمكه بول          | هولندا           | 0.215    | 53.91   | Q       |
| 2       | 8      | آنا كوكريل         | الولايات المتحدة | 0.174    | 54.17   | Q       |
| 3       | 7      | فيكتوريا تكاتشوك   | أوكرانيا         | 0.224    | 54.25   | q       |
| 4       | 6      | ليا سبرانغر        | سويسرا           | 0.140    | 55.12   |         |
| 5       | 2      | ياديسليديس بيدروسو | إيطاليا          | 0.181    | 55.80   |         |
| 6       | 4      | ميليسا غونزاليس    | كولومبيا         | 0.191    | 57.47   |         |
| 7       | 3      | جيسيكا تورنر       | بريطانيا العظمى  | 0.185    | 1:00.36 |         |
| —       | 9      | سارا سلوت بيترسن   | الدنمارك         | 0.165    | DQ      | TR 22.6 |

### النهائي
| الترتيب | الحارة | العداءة          | البلد            | رد الفعل | الوقت | ملاحظات   |
| ------- | ------ | ---------------- | ---------------- | -------- | ----- | --------- |
| الأول   | 4      | سيدني ماكلاكلين  | الولايات المتحدة | 0.163    | 51.46 | WR        |
| الثاني  | 7      | دليلة محمد       | الولايات المتحدة | 0.200    | 51.58 | PB        |
| الثالث  | 5      | فيمكه بول        | هولندا           | 0.165    | 52.03 | AR        |
| 4       | 6      | جانيف راسل       | جامايكا          | 0.136    | 53.08 | PB        |
| 5       | 2      | آنا ريجيكوفا     | أوكرانيا         | 0.177    | 53.48 |           |
| 6       | 3      | فيكتوريا تكاتشوك | أوكرانيا         | 0.206    | 53.79 | PB        |
| 7       | 9      | جيانا وودروف     | بنما             | 0.235    | 55.84 |           |
| —       | 8      | آنا كوكريل       | الولايات المتحدة | 0.167    | DQ    | TR 17.3.1 |

## روابط خارجية
- نهائي سباق 400 متر حواجز للسيدات على يوتيوب